# Giovanni Vescovi
Giovanni Portilho Vescovi (* 14. Juni 1978 in Porto Alegre) ist ein brasilianischer Schachspieler.
Er lernte Schach als Dreijähriger und nahm mit acht Jahren als Mitglied des Club Athlético Paulistano zum ersten Mal an Turnieren teil.

## Erfolge

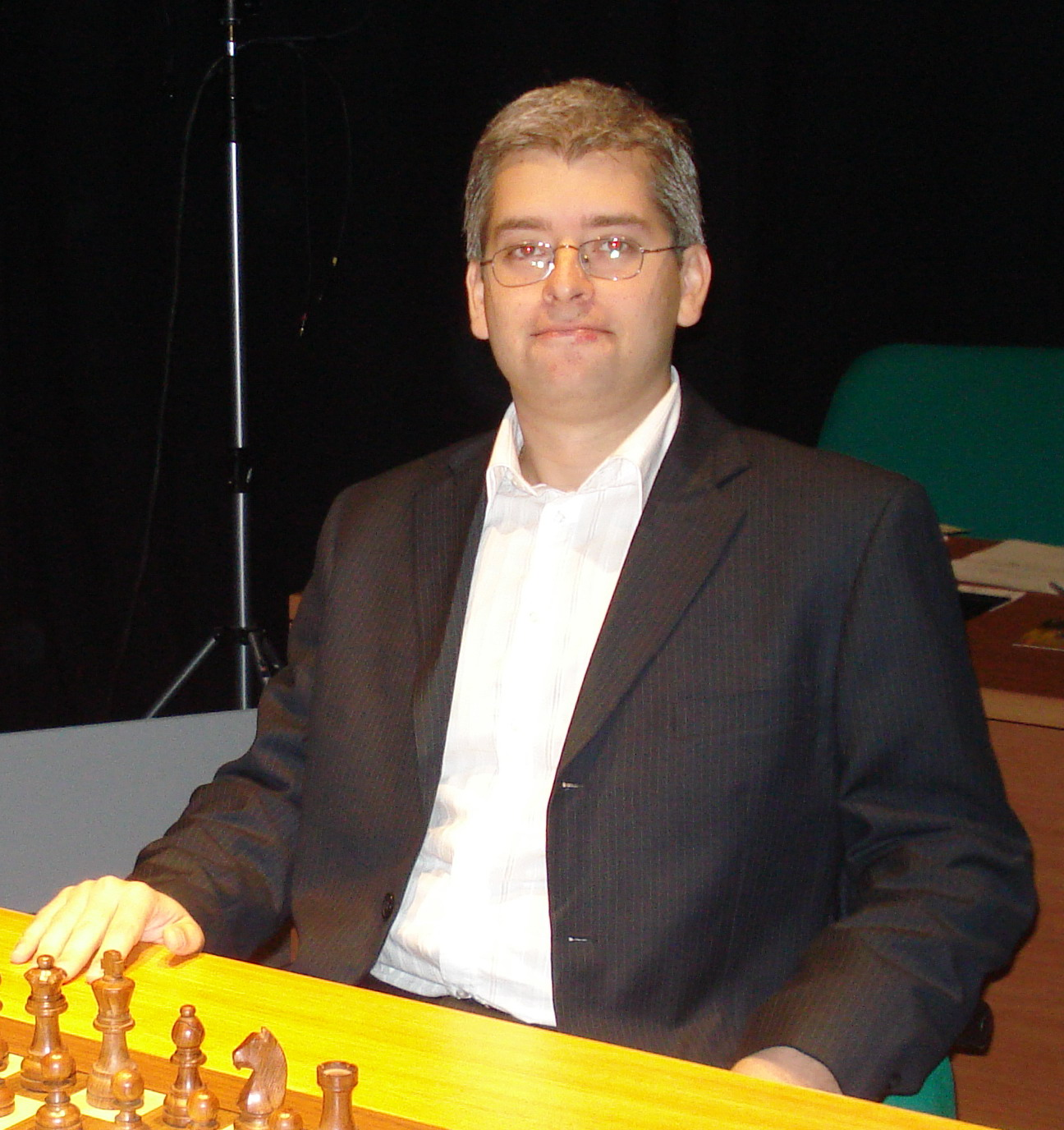
Giovanni Vescovi, Linares 2008

1993 erhielt er den Titel Internationaler Meister, 1998 wurde er Großmeister.
Vescovi gewann elf Jugendmeisterschaften Brasiliens: U 10 (1987, 1988), U12 (1989, 1990), U14 (1989, 1991), U16 (1990, 1994), U18 (1991, 1996), U20 (1992) – und fünf panamerikanische Jugendmeisterschaften: U12 (1990), U16 (1993), U18 (1994), U20 (1993, 1998). Er ist siebenmaliger brasilianischer Einzelmeister (1999, 2000, 2001, 2006, 2007, 2009 und 2010). 1987 belegte er bei der U10-Weltmeisterschaft in San Juan den zweiten Platz. 1993 wurde er brasilianischer Blitzmannschaftsmeister und Jugendmannschaftsmeister. Im selben Jahr wurde er bei der U16-WM in Bratislava Dritter. 1994 in Matinhos belegte er bei der Weltmeisterschaft U20 ebenfalls den dritten Platz. 1995 gewann er ein Open im tschechischen Zlín. 1998 wurde er bei der Jugendweltmeisterschaft in Rio de Janeiro Mannschaftsmeister und erhielt eine Goldmedaille für sein Ergebnis von 91,7 Prozent. 2001 gewann er das Zonenturnier in São Paulo. 2003 gewann er ein Kategorie 15-Turnier in Bermuda, 2004 gewann er wieder auf den Bermudas (diesmal hatte das Turnier Kategorie 18). In Schachweltmeisterschaften ist er trotz zweier Teilnahmen noch nie über die zweite Runde hinausgekommen. Iberoamerikanischer Meister wurde er 2008 in Linares.
Mit seiner Elo-Zahl von 2606 läge er im Februar 2015 auf dem vierten Platz der brasilianische Elo-Rangliste, die er lange anführte. Er wird jedoch als inaktiv geführt, da er nach der Schacholympiade 2012 in Istanbul keine Elo-gewertete Partie mehr gespielt hat.

## Nationalmannschaft
Vescovi nahm mit der brasilianischen Nationalmannschaft an den Schacholympiaden 1994, 1998, 2000, 2002, 2006 und 2012 teil. 1996 war er als Reservespieler nominiert worden, kam aber nicht zum Einsatz. Außerdem spielte er bei der Mannschaftsweltmeisterschaft 2010 am Spitzenbrett der brasilianischen Auswahl und gehörte bei drei panamerikanischen Mannschaftsmeisterschaften zur brasilianischen Mannschaft. Mit der Mannschaft gewann er die panamerikanische Mannschaftsmeisterschaft 2009, nachdem er 1995 den dritten und 2000 den zweiten Platz erreichte.

## Privates und Berufliches
Vescovi wohnt in São Paulo und ist Vater zweier Söhne. 2003 gründete er die Equilibrium Empreendimentos Sócio-Culturais Ltda, welcher es gelang, Schachspieler wie Karpow und Anand nach Brasilien zu holen. 2004 übersetzte er für den brasilianischen Verlag Editora Solis Kasparows mehrbändiges Werk Meine großen Vorkämpfer. Er hat einen Abschluss in Jura von der Privatuniversität Universidade Estadual Paulista aus São Paulo und ist Vorstandsmitglied der Association of Chess Professionals (ACP).